# 劇場版アニメ 忍たま乱太郎 忍術学園 全員出動!の段
『劇場版アニメ 忍たま乱太郎 忍術学園 全員出動!の段』（げきじょうばんアニメ にんたまらんたろう にんじゅつがくえん ぜんいんしゅつどう のだん）は、2011年3月12日に公開された『忍たま乱太郎』の映画作品。1996年に公開された『映画 忍たま乱太郎』以来15年振りの映画作品で、初の長編映画作品でもある。

## 概要
キャッチコピーは「忍術学園最大の危機!?友達がいれば、ぼくらは無敵!」。ストーリーは、『忍たま乱太郎』の原作漫画『落第忍者乱太郎』第37巻及び第42巻の内容を基にしている。また、後半の一部に原作やアニメにはないエピソードも含まれている。新宿バルト9他全国にて公開された。
東北地方太平洋沖地震の影響で東日本を中心に映画館が休館に追い込まれたり上映時間の短縮を余儀なくされ、本作の初日舞台あいさつも中止された。2011年4月24日には被災地の石巻市、名取市のワーナー・マイカル・シネマズの営業再開を記念して1週間限定無料上映された。
忍たまたちが使うぬかるみを利用した戦術（コミック第42巻）は、ナポレオンのワーテルローの戦いにヒントを得ている。
また、テレビシリーズでレギュラー声優だった杉本沙織（喜三太）、大塚周夫（山田）、辻村真人（学園長）、飯塚昭三（八方斎）にとって最後の劇場版シリーズの出演となる。
2012年1月2日（月曜日）17:00 - 18:20（JST）には、Eテレにてテレビ初放送された。

## ストーリー
忍術学園事務員のミスで、一年は組の山村喜三太は六年生用の宿題を与えられてしまう。その内容はオーマガトキ城城主のふんどしを取るというものであったがオーマガトキ城はタソガレドキ城との戦の真っ最中で、喜三太は行方不明となってしまう。喜三太救出のためきり丸、しんベヱがオーマガトキ城へ向かい、一方乱太郎ら一年は組もオーマガトキ領園田村の依頼を受けていた。

## 登場人物

### レギュラー
- 猪名寺乱太郎 - 高山みなみ
- 摂津のきり丸 - 田中真弓
- 福富しんべヱ - 一龍斎貞友
- 山村喜三太 - 杉本沙織
- 黒木庄左ヱ門 - 東さおり
- 夢前三治郎、加藤団蔵、トモミ - 江森浩子 ※クレジットは団蔵のみ
- 佐武虎若、山本シナ - 小林優子 ※クレジットは虎若のみ
- 笹山兵太夫、大川シゲ - むたあきこ ※クレジットは兵太夫のみ
- 皆本金吾 - 渡辺久美子
- 二郭伊助 - 佐藤智恵
- 山田伝蔵〈山田先生〉 - 大塚周夫
- 土井半助〈土井先生〉 - 関俊彦
- 大川平次渦正〈学園長〉 - 辻村真人
- 食堂のおばちゃん - 巴菁子
- ヘムヘム - 島田敏
- ユキ - 國府田マリ子

### その他の生徒・学園関係者
- 鶴町伏木蔵、上ノ島一平 - 坂戸こまつな ※クレジットは伏木蔵のみ
- 下坂部平太 - 吉田小百合
- 川西左近 - 天田有希子 ※未クレジット
- 伊賀崎孫兵 - 千葉一伸
- 神崎左門 - 宮田幸季
- 富松作兵衛 - 青山桐子
- 三反田数馬 - 下野紘 ※未クレジット
- 平滝夜叉丸 - 高木渉
- 綾部喜八郎 - 石田彰
- 田村三木ヱ門 - 安達忍
- 斉藤タカ丸 - 浪川大輔
- 尾浜勘右衛門、中在家長次 - 渋谷茂
- 不破雷蔵 - 金丸淳一
- 鉢屋三郎、小松田秀作 - 山崎たくみ
- 潮江文次郎 - 成田剣
- 立花仙蔵 - 保志総一朗
- 七松小平太 - 神奈延年
- 善法寺伊作 - 置鮎龍太郎
- 食満留三郎 - 鈴木千尋
- 厚着太逸〈厚着先生〉、日向墨男〈日向先生〉 - 中嶋聡彦
- 斜堂影麿〈斜堂先生〉 - 鈴木清信
- 木下鉄丸〈木下先生〉 - 石井康嗣
- 松千代万〈松千代先生〉 - 荒川太朗
- 野村雄三〈野村先生〉、吉野作造〈吉野先生〉 - 藤原啓治
- 戸部新左ヱ門〈戸部先生〉 - 掛川裕彦

### ドクタケ忍者隊
- 稗田八方斎 - 飯塚昭三
- 風鬼 - 大友龍三郎
- 雨鬼 - 掛川裕彦

### その他
- 山田利吉 - 岡野浩介
- 照星 - 松山鷹志
- 清八 - 鈴村健一
- 佐武昌義 - 大滝進矢
- 佐茂有南 - 大友龍三郎
- 黄昏甚兵衛 - 宝亀克寿
- 雑渡昆奈門 - 森久保祥太郎
- 諸泉尊奈門 - 代永翼

### ゲスト
- 大間賀時曲時（おおまがときまがとき） - 河本準一（次長課長）（特別出演）  - オーマガトキ城城主。
- 手潟潔斎（てがたけっさい） - 田村亮（ロンドンブーツ1号2号）（特別出演）  - 園田村の乙名。

### セリフなしで登場
- 当時未登場だった浜守一郎、羽丹羽石人以外の忍たま
- くの一教室の生徒（そうこ、あやか、みか、しおり、なおみ、亜子、卯子）
- 安藤夏之丞
- ドクタケ忍者 雲鬼、雪鬼、暁鬼
- ドクタケ城主 木野小次郎竹高
- タソガレドキ忍者 山本陣内、高坂陣内左衛門

## スタッフ
- 製作 - 寺田篤、服部洋、薄井正人、畠中達郎、久松猛朗、中沢敏明、重村博文、坂井宏先、岡村雅裕、安田正樹、町田智子、喜多埜裕明、宇留間和基
- 企画 - 白石統一郎、中村重喜、横尾堅示
- エグゼクティブプロデューサー - 田中渉、安藤雅章
- チーフプロデューサー - 柴田裕司
- プロデューサー - 花田聖、中沢いずみ
- 協力プロデューサー - 宮本未来
- 監修 - 芝山努
- 脚本 - 浦沢義雄
- 音楽 - 馬飼野康二
- 音響監督 - 大熊昭
- 編集 - 坂本雅紀
- キャラクターデザイン - 藤森雅也、新山恵美子
- コンテ - 藤森雅也、吉田光春
- 演出 - 吉田光春
- 作画監督 - 新山恵美子、吉原幸之助、芳川弥生、玉利和枝
- 作画監督補佐 - 遠藤江美子
- 色彩設計 - 村田恵理子
- 色彩設計協力 - 大鳥居紀行
- 色指定 - 木幡美雪
- 検査 - 村田恵理子、中島淑子
- 美術監督 - 市岡恵理奈
- 美術設定 - 川井憲
- 撮影監督 - 佐々木和宏
- 効果 - 庄司雅弘、風間結花（フィズサウンドクリエイション）
- 音楽プロデューサー - 市岡純治
- アニメーションプロデューサー - 松山竜一郎
- アニメーションプロデューサー補 - 山口達也
- 制作担当 - 鳥山孝司、廣瀬秋馬
- 制作進行 - 横山裕和、下重寿人、山口直斗、齊藤洋
- 設定制作 - 小澤慎一朗
- 監督 - 藤森雅也
- 制作 - 総合ビジョン
- アニメーション制作 - 亜細亜堂
- 配給 - ワーナー・ブラザース映画
- 製作 - アニメ版「忍たま乱太郎」製作委員会（電通、総合ビジョン、アミューズソフトエンタテインメント、ワーナー・ブラザース映画、セディックインターナショナル、キングレコード、ポプラ社、亜細亜堂、朝日新聞社、Yahoo! JAPAN、朝日新聞出版）

## 主題歌
- オープニングテーマ「勇気100%」
  - 作詞：松井五郎 / 作曲・編曲：馬飼野康二 / 歌：NYC
- エンディングテーマ「ユメタマゴ」
  - 作詞：田中琴乃 / 作曲：馬飼野康二 / 編曲：石塚知生 / 歌：NYC

## Blu-ray / DVD
2011年7月22日発売。発売元は電通、発売・販売元はアミューズソフトエンタテインメント。
- 劇場版アニメ 忍たま乱太郎 忍術学園全員出動!の段 スペシャルプライス版（DVD1枚組）
  - 映像特典
    - 予告編

  - 封入特典
    - ぬりえジャケット
- 劇場版アニメ 忍たま乱太郎 忍術学園全員出動!の段 特別版（2枚組、DVD、BDでリリース）
  - ディスク1：本編ディスク（スペシャルプライス版と同様）
  - ディスク2：特典DVD
    - メッセージ〜メイキング・オブ・忍たま乱太郎〜
    - 乱太郎×きり丸×しんべヱ スペシャルトークの段
    - 公開アフレコの段
    - 親子試写会 舞台挨拶の段
    - 忍術学園六年生に一問一答 上級生はつらいよ
    - 忍たま乱太郎 イナズマイレブン コラボTVCM
    - 隠しコマンド

  - 封入特典
    - ぬりえジャケット
    - ブックレット

  - 特製アウターケース付き